# 自然資源管理

美国土地管理局管理着美国的公共土地，总面积约为 2.64 亿英亩（1,070,000 平方公里），占该国陆地面积的八分之一。

自然資源管理（英語：Natural Resource Management，縮寫NRM）是一門是對土地、水資源、土地資源、植物和動物等自然资源管理的學術領域，尤其探討管理如何影響當代與後代人類的生活品質。
自然資源管理特別強調管理人類與自然資源的互動過程，涵蓋自然遺產管理、土地使用規劃、水資源管理、保育生物學，以及農業、採礦、旅游、漁業和林業等行業的永續發展性。更強調自然資源的健康狀態，對人類生活與社會的影響，人類作為資源管理者在維持自然資源的健康狀態扮演著重要角色。 
自然資源管理特別著重於以科學與技術來對資源和生態的了解。 環境管理類似於自然資源管理。在學術背景下，自然資源社會學與自然資源管理高度相關，但又有些許不同。

## 相關學術機構

### 臺灣
- 國立東華大學環境暨海洋學院[3]
  - 自然資源與環境學系
  - 人文與環境國際碩士學位學程

### 美國
- 康乃狄克大學自然資源與環境學系[4]
- 伊利諾大學厄巴納-香檳分校自然資源與環境科學系[5]
- 亞利桑那大學自然資源與環境學系[6]
- 康乃爾大學自然資源與環境學系[7]

### 英國
- 劍橋大學能源、環境與自然資源治理中心[8]